# 丸川トモヒロ
丸川 トモヒロ（まるかわ トモヒロ、1970年9月5日 - 2024年1月25日）は、日本の男性漫画家。静岡県浜松市出身。代表作は『成恵の世界』。

## 概要・人物
生前に「静岡県浜松市出身で男性」という事以外のプロフィールは公表されていなかった。だが後に誕生日は特別編のサブタイトルとして公表された。
1999年6月号から初の本格的な長期連載作品である『成恵の世界』を描き始め、作品からSF・ミリタリーについての造詣はかなり深いことが伺われる。
2024年1月25日に虚血性心疾患のため死去。53歳没。訃報は2月9日にヤングエース編集部のX（旧Twitter）アカウントで公表された。

## 経歴
- 1997年、月刊コミックビーム11月号にて読みきり掲載された『かみさまのみみ』で商業誌デビュー。同年ファミ通PSにて12月19日号に『綱紀粛正バカモンガー』が読みきり掲載される。

- 1998年月刊少年エース9月号にて投稿した『マイティウイングス』が第五回エース新人漫画賞奨励賞を受賞する。ただし掲載はされなかった。

- 1999年月刊少年エース5月号にて『エンゼルリンク』が掲載され1年半振りの雑誌掲載となった。その翌号に『成恵の世界』（以降、『成恵』と略称）1話が読み切りとして掲載、好評を呼び9月号に2話が掲載、12月号に3話[注 2] 、2000年1月号に4話が掲載され、2000年2月号（5話）から短期集中連載される。

- 2000年、『エース桃組』Vol.1にて、『成恵』の劇中作である『魔砲少女四号ちゃん』1話掲載。

- 2001年、『成恵』が本格連載。『エース桃組』Vol.3にて『魔砲少女四号ちゃん』2話掲載。

- 2002年、この頃から腱鞘炎を発症し、本編の代わりに特別編として2月号に「告知劇場9月5日に生まれて！」、翌号は『エース桃組』にて掲載予定だった『魔砲少女四号ちゃん』3話を掲載された。同時期に『成恵』がラジオ番組『カドカワ・サウンドシネマ』内にてラジオドラマ化（のちにドラマCD化）[注 3]。

- 2003年、『成恵』 がアニメ化。単行本5巻まで累計50万部突破[4]。

- 2008年、少年エース同年12月号を掲載したのを最後に公式発表の無いまま長期休載。

- 2009年、少年エース2010年1月号にて1年1ヶ月ぶりに連載復帰。

- 2012年、少年エース2013年2月号を以て、『成恵』の連載を終了・完結[5]。

- 2014年、ヤングエース5月号にて、『魔砲少女四号ちゃん』が連載開始[6]。
- 2014年7月19日、『成恵』で第45回星雲賞コミック部門を受賞[1]。

- 2017年、少年エ－ス8月号にて、『けものフレンズ』のコミックアンソロジー作品に参加し掲載され、その作品は8月26日に発売された単行本『けものフレンズコミックアラカルト ジャパリパークその2』に収録された。

- 2018年、ヤングエース12月号を以て、『魔砲少女四号ちゃん』が連載終了。

- 2024年1月25日死去[3]。

## 作品リスト

### 連載作品
- 成恵の世界 - 『月刊少年エース』（角川書店）にて1999年6月号～2013年2月号まで連載。
- 魔砲少女四号ちゃん - 『ヤングエース』（角川書店） にて2014年5月号から2018年12月号まで連載。

### 読み切り作品
- 魔砲少女四号ちゃん （桃組版、全３話）― 月刊少年エース増刊エース桃組Vol.1、Vol.3、月刊少年エース2002年3月号掲載

ヤングエース版単行本第1巻の電子書籍版で特典収録されている。
以降は雑誌未掲載作品・特別編も含め2019年現在も単行本未収録である。
- エンゼルリンク ―　月刊少年エース1999年5月号掲載 エース桃組2002winter再掲載
- 綱紀粛正バカモンガー ― ファミ通PS1997年12月19日号掲載
- かみさまのみみ ― 月刊コミックビーム1997年11月号掲載

### 未掲載の作品
- マイティウイングス ― 第五回エース新人漫画賞奨励賞
- マイティウイングス（上のとは別物）